# Kopytów-Kolonia
Kopytów-Kolonia – wieś w Polsce położona w województwie lubelskim, w powiecie bialskim, w gminie Kodeń.
W latach 1975–1998 miejscowość administracyjnie należała do województwa bialskopodlaskiego. 
Wieś jest sołectwem w gminie Kodeń. Według Narodowego Spisu Powszechnego (III 2011 r.) liczyła 101 mieszkańców i była dziesiątą co do wielkości miejscowością gminy Kodeń.
Wierni Kościoła rzymskokatolickiego należą do parafii Zmartwychwstania Pańskiego w Kopytowie.